# Leālātaua County
Leālātaua County är ett county i Amerikanska Samoa (USA).   Det ligger i distriktet Västra distriktet, i den västra delen av landet, 14 km väster om huvudstaden Pago Pago. Leālātaua County ligger på ön Tutuila Island.
I omgivningarna runt Leālātaua County växer i huvudsak städsegrön lövskog.